# Edmond Cocquyt
Edmond Cocquyt Jr. (15 maart 1976, Gent) is een cultureel figuur, de officieuze nachtburgemeester van Gent en bedenker van het nachtplan. Hij is de zoon van voormalig gemeenteraadslid Edmond Cocquyt. Edmond was één van de trekkers van de N-GA en het wereldrecord regeringsvormen. 
Sinds 2000 brengt hij jaarlijks nachtplannen uit tijdens de Gentse Feesten met de volledige nachtprogrammatie.

## Druppelkot
Cocquyt herstelde een oude Gentse krantenkiosk en restaureerde het tot een bekend jeneverkot, het Druppelkot, eerder gebruikt door Trefpunt op het Walter De Buckplein.
Cocquyt speelt met zijn Druppelkot en allerlei figuranten (zoals de burgemeester of de feestenburgemeester sinds 2020 jaarlijks een ludieke rol rond de Gentse Feesten.